# نادي الإنطلاق
نادي الانطلاق السعودي هو أحد أندية الدرجة الثالثة بمنطقة الجوف، تأسس عام 1404 هـ .

## تشكيلة الفريق الحالية
| الرقم | الجنسية  | المركز | اللاعب          |
| ----- | -------- | ------ | --------------- |
| --    | السعودية | حارس   | عبد الله الحربي |
| --    | السعودية | حارس   | سعد آل صديق     |
| --    | السعودية | حارس   | باسم الشمري     |
| --    | السعودية | حارس   | سلطان الرويلي   |
| --    | السعودية | مدافع  | عبد الله العنزي |
| --    | السعودية | مدافع  | علي النخلي      |
| --    | السعودية | مدافع  | فرحان كامي      |
| --    | السعودية | مدافع  | جابر الجدعاني   |
| --    | السعودية | مدافع  | نوح الشمري      |

| الرقم | الجنسية  | المركز | اللاعب          |
| ----- | -------- | ------ | --------------- |
| --    | السعودية | مدافع  | سامح السعدي     |
| --    | السعودية | وسط    | عبد اللطيف هليل |
| --    | السعودية | وسط    | أحمد السعدي     |
| --    | السعودية | وسط    | عاصم مجرشي      |
| --    | السعودية | وسط    | راشد الأنصاري   |
| --    | السعودية | وسط    | سعد الشمري      |
| --    | السعودية | وسط    | شلاش الضويحي    |
| --    | السعودية | مهاجم  | ماجد الشمري     |
| --    | السعودية | مهاجم  | عمر الرويلي     |